# Barbara Nwaba
Barbara Udoezi Nwaba (Los Ángeles, 18 de enero de 1989) es una deportista estadounidense que compitió en atletismo. Ganó una medalla de bronce en el Campeonato Mundial de Atletismo en Pista Cubierta de 2016, en la prueba de pentatlón.

## Palmarés internacional
| Campeonato Mundial en Pista Cubierta | Campeonato Mundial en Pista Cubierta | Campeonato Mundial en Pista Cubierta | Campeonato Mundial en Pista Cubierta |
| Año                                  | Lugar                                | Medalla                              | Prueba                               |
| ------------------------------------ | ------------------------------------ | ------------------------------------ | ------------------------------------ |
| 2016                                 | Portland (Estados Unidos)            | Medalla de bronce                    | Pentatlón                            |